# Christine Weigelt

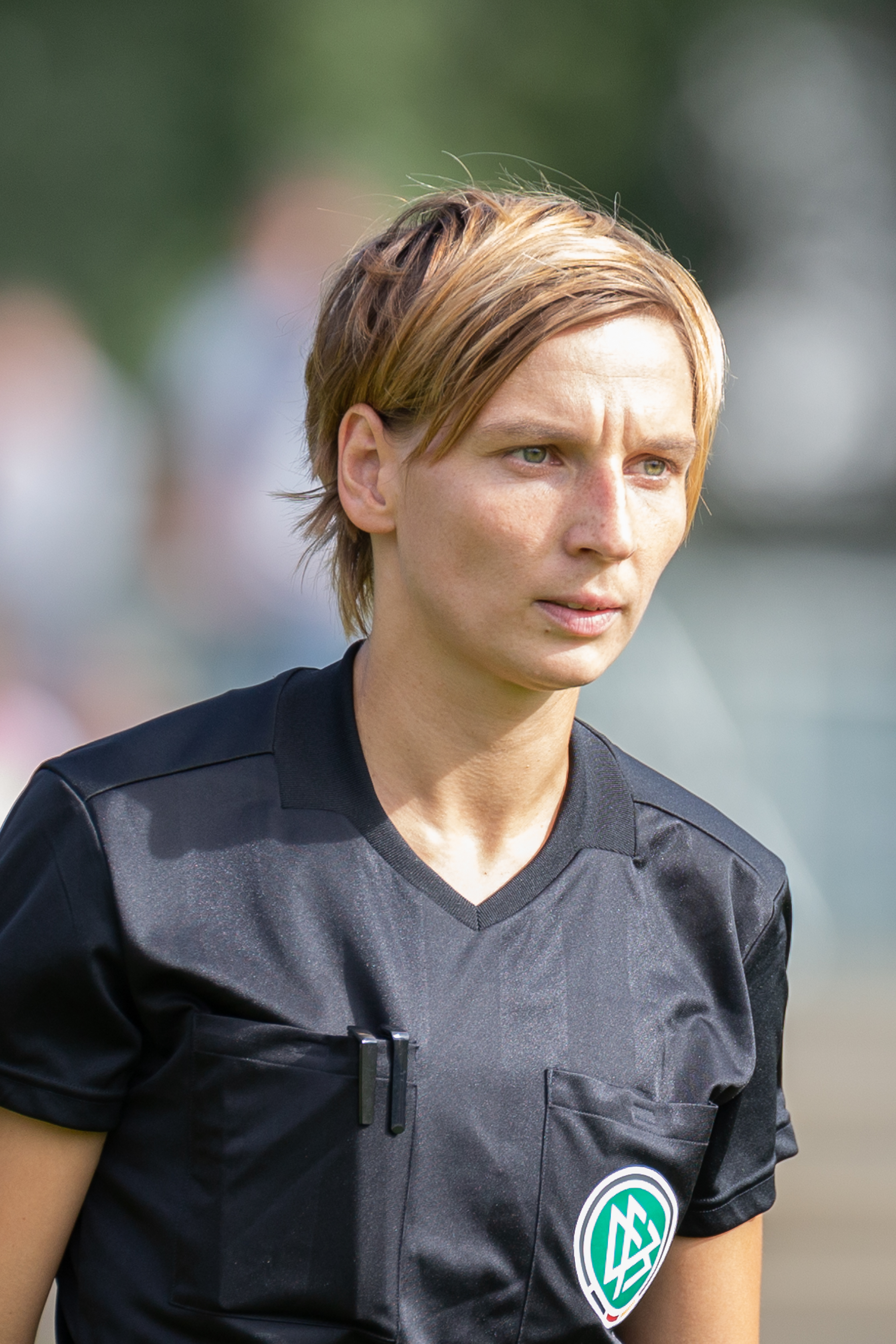
Weigelt (2018)

Christine Weigelt (* 28. Dezember 1984 in Leipzig) ist eine deutsche Fußballschiedsrichterin. Von 2016 bis 2024 war sie Schiedsrichterin in der Frauen-Bundesliga. Sie pfeift für den Fußball-Bundesligisten RB Leipzig.

## Karriere
Christine Weigelt ist seit 2004 auf der DFB-Liste, zunächst als Assistentin. Seit 2007 leitet sie Spiele im DFB-Bereich, in der 2. Frauen-Bundesliga und im DFB-Pokal. Mit der Saison 2016/2017 stieg sie in die Frauen-Bundesliga auf. Die Leipzigerin debütierte beim Spiel Borussia Mönchengladbach – SC Sand (0:1) am 11. September 2016. Parallel pfeift Weigelt Männerspiele. Hier ist die NOFV-Oberliga ihre höchste Spielklasse, in der Regionalliga Nordost steht sie an der Linie. Der Sächsische Fußball-Verband kürte Weigelt zu Sachsens Schiedsrichterin des Jahres 2014 und 2016. Zur Spielzeit 2024/2025 beendete sie ihre Profikarriere im Frauenfußball, sie pfeift jedoch weiterhin in der NOFV-Oberliga der Herren.